# Lijst van voetbalinterlands Brazilië - Noord-Korea (vrouwen)
Deze lijst van voetbalinterlands is een overzicht van alle officiële voetbalinterlands tussen de nationale vrouwenteams van Brazilië en Noord-Korea. De landen hebben tot nu toe twee keer tegen elkaar gespeeld.

## Wedstrijden
| № | Plaats    | Datum           | Competitie                                    | Wedstrijd              | Uitslag |
| - | --------- | --------------- | --------------------------------------------- | ---------------------- | ------- |
| 1 | Shenyang  | 9 augustus 2008 | Olympische Spelen 2008                        | Brazilië − Noord-Korea | 2 − 1   |
| 2 | Yongchuan | 21 oktober 2017 | Four Nations Women's Football Tournament 2017 | Brazilië − Noord-Korea | 2 − 0   |

## Samenvatting
| Competitie                               | Totaal gespeeld | Winst Brazilië | Gelijk | Winst Noord-Korea | Doelsaldo Brazilië – Noord-Korea |
| ---------------------------------------- | --------------- | -------------- | ------ | ----------------- | -------------------------------- |
| Olympische Spelen                        | 1               | 1              | 0      | 0                 | 2 − 1                            |
| Four Nations Women's Football Tournament | 1               | 1              | 0      | 0                 | 2 − 0                            |
| Totaal                                   | 2               | 2              | 0      | 0                 | 4 − 1                            |